# 10e armée régionale (Japon)
La 10e armée régionale (第10方面軍, Dai-jū hōmen gun) est une composante de l'armée impériale japonaise basée à Taïwan durant la Seconde Guerre mondiale.

## Histoire
La 10e armée régionale japonaise est formée le 29 septembre 1944 à partir d'unités de l'armée japonaise de Taïwan dans le cadre des efforts désespérés de l'empire du Japon d'empêcher les débarquements alliés à Taïwan durant l'opération Downfall (ou opération Ketsugō (決号作戦, Ketsugō sakusen) en japonais). Basée à Taipei, elle est composée de la 32e armée, de la 40e armée et d'autres unités plus petites.
Avec la bataille d'Okinawa alors en cours, la 40e armée est réaffectée aux unités de la préfecture de Kagoshima et ses anciennes troupes sont remises à la 10e armée régionale le 14 mai 1945.
Comme d'autres armées similaires formées au Japon à la même époque, la 10e armée régionale et principalement composée de réservistes peu entraînés, d'étudiants conscrits, et de miliciens. De plus, les Japonais forment des corps combattants des citoyens patriotiques qui intègrent tous les hommes en bonne santé de 15  à   60 ans et les femmes de 17  à   40 ans. Les armes, l'entraînement, et les uniformes manquent globalement, certains hommes ne sont même armés qu'avec des mousquets à chargement par la bouche, des arcs longs, ou des lances de bambou. On attend cependant d'eux qu'ils fassent leur devoir jusqu'au bout.
La 10e armée régionale est démobilisée lors de la reddition du Japon le 15 août 1945 sans avoir combattu à Taïwan, bien que des unités transférées aux îles Ryūkyū pour la bataille d'Okinawa aient été annihilées par les forces américaines.

## Commandement
|                   | Nom                               | De                | À            |
| ----------------- | --------------------------------- | ----------------- | ------------ |
| Commandant        | Général Rikichi Andō              | 22 septembre 1944 | 15 août 1945 |
| Chef d'État-major | Lieutenant-général Haruki Isayama | 22 septembre 1944 | 15 août 1945 |